# Domenyo
Domenyo (en xurro Dumeño i en castellà i oficialment Domeño) és un municipi del País Valencià que es troba a la comarca dels Serrans.

## Geografia
El terme de Domenyo està físicament dividit en dues parts: el terme de Domenyo Vell, més ampli, on es trobava originalment la localitat, i una reduïda superfície al voltant del nucli urbà actual, envoltat totalment pel terme municipal de Llíria. Domenyo Vell es troba a la riba de la capçalera de l'embassament de Loriguilla i actualment el poble antic ja no existix, perquè va ser derruït entre el 15 i el 20 de març de 2001.
La superfície del terme és molt muntanyenca, amb altures que sobrepassen els 1.000 m, com la Umbría Negra (1.045 m). Destaquen els vèrtexs geodèsics de tercer ordre de Marioneta (740 m), Bosc (584 m), Infant (652 m) i Garrama (385 m).
El riu Túria penetra en el terme per l'oest i li afluïx a prop del poble el riu Toixa. La població està voltada pels dos rius, que confluïxen al peu de la muntanya on es desenvolupa el nucli urbà. Drenen el territori els barrancs del Llop, dels Diables, de la Cova de la Mora i de la Marta.
Hi abunda la caça menor. Les terres sense conrear estan poblades de pins i forest baixa.

### Nuclis
- Domenyo Vell (destruït)
- Domenyo

### Limits
El terme municipal està envoltat per les localitats de Calles, Xelva, Figueroles de Domenyo, la Llosa del Bisbe i el Villar (a la mateixa comarca), i també per Llíria (Camp de Túria).

### Accés
A Domenyo Vell s'hi arriba per la carretera CV-35 València-Ademús. A 5 quilòmetres una vegada passat la Llosa del Bisbe hi ha una desviació, i a 800 metres, per una carretera estreta, hi havia la població de Domenyo Vell. Per a arribar al nucli modern de Domenyo cal anar per la mateixa CV-35 i a l'altura del quilòmetre 33, a 7 quilòmetres una vegada passat Llíria, hi ha una sortida al nucli.

## Història

### Prehistòria i Edat Antiga
Els vestigis més antics trobats en el terme de Domenyo potser es remunten al VI o V mil·lenni anterior a la nostra era. Són uns sílexs tallats de petita grandària que apareixen en la cova Tormé, situada en la partida del mateix nom, en un vessant del mont Tormagal, de caràcter epipaleolític i que potser perduren fins als començaments del Neolític. De l'edat del bronze són algunes ceràmiques i pedres trobades a prop del Tormagal, al costat de la Casica del Ajo i en el cim del Puntal dels Valents.
Pertanyents a poblats ibèrics són les restes que es conserven en els Baños de Verche, de Las Fuentecillas de Arriba, en Jórgola Alta i en el vessant est del Tormagal, muntanya que, pel que sembla, va ser un important centre de vida durant gairebé tots els temps antics. També d'època ibèrica són els petits gots, principalment de tipus caliciforme, apareguts en la cova del Colmenar, que hagué d'estar dedicada a algun culte religiós encara desconegut, com sembla deduir-se dels atuells oposats que podrien tenir un caràcter ritual.
La romanització hagué de ser intensa en el terme de Domenyo: hi ha restes en l'abans citada Casica del Ajo, al peu del Tormagal, on es va trobar una inscripció llatina en pedra i una moneda de bronze de Trajà.
Alguns historiadors han situat a Domenyo la seca de Damanium, en la qual es van encunyar monedes de bronze amb epígrafs en lletres ibèriques, però el corrent actual de les investigacions numismàtiques considera que eixa casa de moneda va estar en territoris del nord peninsular.

### Edat Contemporània
La construcció de l'embassament de Loriguilla en l'any 1979 va obligar que el nucli de població es traslladés al terme municipal de Llíria, ja que el poble havia de ser derruït. En 1987, després d'un llarg procés administratiu, Domenyo va aconseguir que el seu nou nucli urbà se segregués del de Llíria, ja que fins llavors es donava una situació anòmala: l'Ajuntament de Domenyo disposava d'un terme municipal propi, però la localitat es trobava en el terme d'un altre municipi.
Les restes de la població de Domenyo Vell foren derruïdes finalment en març del 2001.

## Demografia
| 1990 | 1992 | 1994 | 1996 | 1998 | 2000 | 2002 | 2004 | 2006 | 2007 | 2023 |
| ---- | ---- | ---- | ---- | ---- | ---- | ---- | ---- | ---- | ---- | ---- |
| 384  | 494  | 509  | 505  | 491  | 516  | 525  | 568  | 644  | 688  | 684  |

## Economia
Predominen els cultius de secà, com ara cereals, cebes i tubercles. Existixen abundants explotacions apícoles. També podem parlar d'una incipient indústria en la zona, tal com distribució i comercialització de refrescos i d'obsequis nadalencs, així com indústria del metall.

## Política i govern

### Composició de la Corporació Municipal
El Ple de l'Ajuntament està format per 7 regidors. En les eleccions municipals de 26 de maig de 2019 foren elegits 5 regidors del Partit Popular (PP) i 2 del Partit Socialista del País Valencià (PSPV-PSOE).
| Eleccions municipals de 26 de maig de 2019 - Domenyo                                                             |                                          |                                     |                                     |      |          |          |
| Candidatura | Candidatura                              | Candidatura                         | Cap de llista                       | Vots | Vots     | Regidors |
| | Partit Popular                           |                                     | Francisco Gómez Asensio             | 312  | 65,14%   | 5 ()     |
| | Partit Socialista del País Valencià-PSOE |                                     | José María Valero García            | 151  | 31,52%   | 2 ()     |
| | Altres candidatures                      |                                     |                                     | 15   | 3,13%    | 0        |
| | Vots en blanc                            |                                     |                                     | 1    | 0,21%    |          |
| Total vots vàlids i regidors                                                                                     | Total vots vàlids i regidors             | Total vots vàlids i regidors        | Total vots vàlids i regidors        | 479  | 100 %    | 7        |
| | Vots nuls                                | Vots nuls                           | Vots nuls                           | 6    | 1,24%    |          |
| Participació (vots vàlids més nuls)                                                                              | Participació (vots vàlids més nuls)      | Participació (vots vàlids més nuls) | Participació (vots vàlids més nuls) | 485  | 83,05%** |          |
| Abstenció | Abstenció                                | Abstenció                           | Abstenció                           | 99*  | 16,95%** |          |
| Total cens electoral                                                                                             | Total cens electoral                     | Total cens electoral                | Total cens electoral                | 584* | 100 %**  |          |
| Alcaldessa: Francisco Gómez Asensio (PP) (15/06/2019) Per majoria absoluta dels vots dels regidors               |                                          |                                     |                                     |      |          |          |
| Fonts: JEC, JEZ Llíria, Periòdic Ara. (* No són vots sinó electors. ** Percentatge respecte del cens electoral.) |                                          |                                     |                                     |      |          |          |

### Alcaldia
Des de 2011 l'alcalde de Domenyo és Francisco Gómez Asensio del Partit Popular (PP).
| Període                       | Alcalde o alcaldessa                         | Partit polític | Data de possessió     | Observacions         |
| ----------------------------- | -------------------------------------------- | -------------- | --------------------- | -------------------- |
| 1979–1983                     | Ramón Cervera Pamblanco                      | UCD            | 19/04/1979            | --                   |
| 1983–1987                     | Vicente Madrid Martínez                      | PSPV-PSOE      | 28/05/1983            | --                   |
| 1987–1991                     | Vicente Madrid Martínez                      | PSPV-PSOE      | 30/06/1987            | --                   |
| 1991–1995                     | Vicente Madrid Martínez                      | PSPV-PSOE      | 15/06/1991            | --                   |
| 1995–1999                     | Vicente Madrid Martínez                      | PSPV-PSOE      | 17/06/1995            | --                   |
| 1999–2003                     | Vicente Madrid Martínez                      | PSPV-PSOE      | 03/07/1999            | --                   |
| 2003–2007                     | Vicente Madrid Martínez                      | PSPV-PSOE      | 14/06/2003            | --                   |
| 2007–2011                     | Vicente Madrid Martínez Ambrosio Ruiz Flores | PSPV-PSOE      | 16/06/2007 15/11/2010 | Dimissió/renúncia -- |
| 2011–2015                     | Francisco Gómez Asensio                      | PP             | 11/06/2011            | --                   |
| 2015–2019                     | Francisco Gómez Asensio                      | PP             | 13/06/2015            | --                   |
| 2019-2023                     | Francisco Gómez Asensio                      | PP             | 15/06/2019            | --                   |
| Des de 2023                   | n/d                                          | n/d            | 17/06/2023            | --                   |
| Fonts: Generalitat Valenciana |                                              |                |                       |                      |

## Monuments

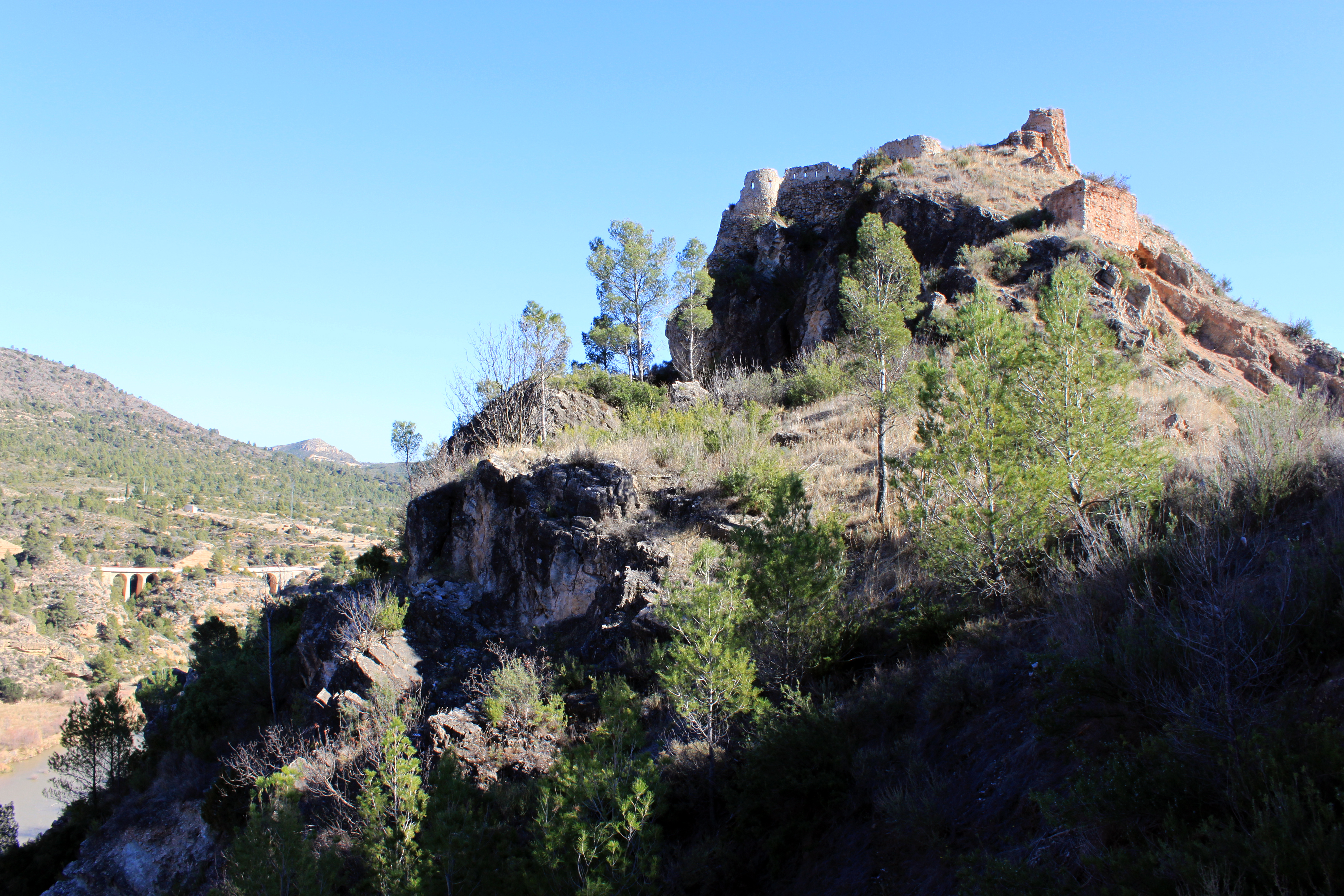
Vista del castell de Domenyo

- Castell de Domenyo. Castell d'origen musulmà que es troba en la part alta d'un tossal al costat de Domenyo Vell. Va ser rehabilitat durant la Primera guerra carlina per ordre del general isabelí Azpiroz. Actualment està en ruïnes, encara que es conserven els basaments de la torre principal i algunes construccions auxiliars. Però, sens dubte, és el seu recinte emmurallat la construcció que millor ha resistit el pas dels anys. Va ser declarat Bé d'Interés Cultural pel Consell de la Generalitat Valenciana.
- Ajuntament. A causa del trasllat del poble de Domenyo, al principi l'Ajuntament es va instal·lar en una casa gran del poble de forma temporal. Va ser en 1991 quan es va construir l'actual edifici.
- Església de Santa Caterina i Santa Anna.

## Llocs d'interés
- Salt d'aigua. Bonica cascada a Domenyo Vell. Es pot passar un dia de pícnic en les ribes del riu.
- Embassament de Loriguilla.

## Festes locals
- Festes Patronals. Tenen lloc de l'1 al 3 de maig en honor de Sant Isidre, Santa Caterina i la Santa Creu de Domenyo.
- Dia de la Municipalitat de Domenyo. El 7 d'octubre es commemora la segregació en 1987 del terme municipal de Llíria.
- Santa Caterina. Se celebra el 25 de novembre, amb actes religiosos i populars.